# Сухово-Кобылины
Сухово-Кобылины — русский дворянский род, претендовавший на происхождение от Андрея Кобылы.

## Описание герба
В середине золотого щита в красном поле, окружённом лавровым венцом, изображены перпендикулярно два серебряных креста и над ними золотая корона. Щит увенчан обыкновенным дворянским шлемом с дворянской на нём короной, на поверхности которой видно дерево дуб. Намёт на щите красный, подложен золотом. Щит держат два льва, имеющие в лапах с правой стороны скипетр, а с левой державу в память того, что предки фамилии Сухово-Кобылиных были в Пруссии владетелями.
Герб внесён в Общий гербовник дворянских родов Российской империи, часть 2, 1-е отд., стр. 26

## Известные представители рода Сухово-Кобылиных
- Сухово-Кобылин, Иван Александрович, конец XV в., Новгород — родоначальник ветви Сухово-Кобылиных
- Сухово-Кобылин, Фёдор Васильевич — обер-кригскомиссар во время турецкой войны, при Анне Иоанновне (1736 г.)
- Сухово-Кобылин, Василий Александрович (11 марта 1784 — 11 апреля 1873) — отец трёх последующих. Участник всех походов и генеральных сражений с наполеоновской армией, награждён русскими и иностранными орденами, в том числе св. Георгия 4 кл., за мужество и находчивость в битве народов под Лейпцигом. Обстреливал из своих орудий Париж и 19 марта 1814 года вступил в него в авангарде русской армии под начальством графа Палена. Вышел в отставку в чине полковника артиллерии; в конце 1840—1850-х гг. смотритель Выксунского чугунолитейного завода и имения, принадлежавшего семье его жены (урожд. Шепелевой)
- Сухово-Кобылин, Александр Васильевич (1817—1903) — русский драматург;
- Тур, Евгения (1815—1892, урожденная Сухово-Кобылина) — русская писательница, сестра предыдущего
- Сухово-Кобылина, Софья Васильевна (1825—1867) — русская художница, сестра предыдущих